# Ернст Баркман
Ернст Баркман (на немски: Ernst Barkmann) е германски военнослежещ от Вафен-СС и танков ас. Известен е като командир на танкове „Пантера“ по време на Втората световна война.

## Биография

### Ранни години
Роден е в град Кисдорф, Зегеберг, Ваймарска република на 25 август 1919 г. Баща му е фермер и след училище следва неговите стъпки и работи в семейната ферма.
Баркман следи възхода на нацистката партия и Адолф Хитлер, и както повечето германци скоро става поддръжник на новото управление. В края на 1935 година подава молба за прехвърляне към елитните Вафен-СС. На 1 април 1936 г. е приет в СС и е включен за обучение в СС-щандарт „Германия“. След няколко месеца получава ранга СС-ман и е зачислен в 3-ти батальон на щандарта, базиран в Радолфцел.

### Втора световна война

#### В началото на войната
Щандартът е разположен в Източна Прусия, където е част от германската 14-а армия. С началото на войната на 1 септември 1939 г. Баркман участва в нападението над Полша, където служи като картечар в 9-а рота на 3-ти батальон. Проявява се по време на боевете и получава повишение до ранг ротенфюрер. Ранен е по време на кампанията и получава черна „Значка за раняване“.
През октомври 1939 г. „Германия“ става част от СС дивизия „Дас Райх“. През май 1940 г. Баркман участва в нападението над Франция и по време на кампанията получава „пехотна щурмова значка“. В края на 1940 г. „Германия“ е отделена, за да оформи ядрото на нова дивизия – СС дивизия „Викинг“. Тя трябва да включва голям брой чуждестранни доброволци.
Баркман служи в дивизията по време на операция „Барбароса“ преди да бъде тежко ранен в близост до Днепропетровск през юли 1941 г. Възстановява се през остатъка на 1941 г. и получава сребърна „Значка за раняване“. В началото на 1942 г. Баркман е назначен за инструктор на военна част в Нидерландия. Задачата му е да обучава европейските СС-доброволци.

#### Харков и Курск (1942 – 1943)
Баркман подава молба да бъде прехвърлен към новосформираното танково крило на Вафен-СС. През зимата на 1942 – 1943 г. е изпратен обратно на германо-съветския фронт, за да се присъедини към 2-ра рота на 1-ви СС танков полк „Дас Райх“, част от СС дивизия „Дас Райх“. След като пристига Баркман е назначен за стрелец в Панцер III J/1 танка на СС-Ротенфюрер Алфред Харгешаймър.
„Дас Райх“ е прикачена към 2-ри СС танков корпус, намиращ се под командването на Паул Хаусер, част от група армии „Юг“ на фелдмаршал Ерих фон Манщайн. Целта на танковия СС корпус е да формира авангарда на опита на Манщайн да спре настъплението на руснаците близо до Харков.
Баркман служи в този полк по време на мащабните операции, довели до унищожаването на мобилна група „Попов“. По време на боевете той се доказва като отличен стрелец. Повишен е до ранг унтершарфюрер и получава командването на собствен Панцер III навреме, за да участва в третата битка за Харков, където унищожава няколко противникови танка.
През юли 1943 г. дивизията взема участие в операция „Цитадела“, целта на която е унищожението на Курската дъга. Баркман взема участие в големите танкови битки край Прохоровка. По време на офанзивата танкова дивизия „Гросдойчланд“ (Велика Германия) е екипирана с новите танкове Пантера модел D. Бойното им кръщене е неубедително, тъй като много от тях имат технически проблеми преди да влязат в битка.
След провала на офанзивата дивизията бързо е прехвърлена до защитната линия при река Миус, където заедно 3-та СС танкова-гренадирска дивизия „Мъртвешка глава“ (на немски: Totenkopf) участва в яростни защитни битки. През август Баркман е прехвърлен в 4-та рота, екипирана с новите танкове Пантера модел D, при които ранните технически проблеми са преодолени. Като командир на 4-та рота, 1-ви батальон на 2-ри СС танков полк „Дас Райх“, Баркман е отговорен за унищожението на много противникови танкове. Действията му в този период му спечелват двете степени на Железния кръст.

#### Нормандия (1944)
Дивизия „Дас Райх“ остава на германо-съветския фронт до януари 1944 г. В началото на февруари тя заминава за Франция за попълване на загубите и да бъде част от танкова група Запад, бронетанков резерв за очакваната съюзническа инвазия. Оставяйки екипировката си на другите дивизии „Дас Райх“ е изпратена в региона на Бордо. С изключение на няколко сблъсъка с партизани възстановяването на дивизията преминава спокойно. Баркман заедно с останалата част на танковия полк на дивизията е екипиран с новите танкове Пантера.
Операция „Овърлорд“, очакваната инвазия на съюзниците, започва на 6 юни 1944 г. Дивизията е поставена в бойна готовност от щаба на фюрера, но остава в южна Франция в случай на втора инвазия там. Когато става ясно, че в Нормандия е основната цел на съюзниците, на дивизията е наредено да се предвижи на север към фронта. Придвижването им е съпроводено с атаки на самолети и партизани. Баркман и танковия полк не са замесени в клането при Орадур сюр Глан, което е извършено от танково-гренадирската формация на дивизията.
Дивизията достига фронта и в началото на юли е изпратена срещу американските части край Сен Ло. Баркман със своята Пантера (с номер 424) води тежки боеве срещу американските танкове М4 Шърман и М3 Стюарт в бокажите. Тесните пътища и непреходимите плетове на бокажа позволяват на германците да изградят защитна линия, която не позволява на американците да се възползват от численото си превъзходство.
Баркман действайки със своя взвод или самостоятелно и нанася тежки загуби на настъпващите американци, унищожавайки много танкове и бронирана техника. Сутринта на 27 юли се оказва откъснат от своята рота. Докато се опитва да се присъедини обратно към нея спира близо до селото Ле Лорей, където германски пехотинци му съобщават за приближаването на голяма бронетанкова колона. Баркман разполага Пантерата си под група букове в близост до кръстопътя, през който американските танкове ще трябва да преминат.
Когато колоната се появява Баркман унищожава двата челни танка Шърман и цистерна с гориво. След това унищожава още два танка Шърман, които се опитват да заобиколят горящата цистерна. Американците извикват самолети за наземна поддръжка, които повреждат танка Пантера на Баркман и раняват двама от екипажа. Следващи жертви стават два танка Шърман, които използват звука на изтребителите бомбардировачи, за да обходят повредения танк откъм фланга. Докато екипажа на Баркман поправя танка още два Шърмана са унищожени, а преди да се оттегли още един е споходен от същата съдба.
По време на това сражение, което става известно като „Засадата на Баркман“, той унищожава девет танка Шърман и няколко други американски машини и спира тяхната бронетанкова атака. За тези си действия е награден с Рицарски кръст. След началото на Операция Кобра „Дас Райх“ се измъква от обкръжението при Фалезкия чувал и заедно с 9-а СС танкова дивизия „Хоенщауфен“ води боеве, за да задържи отворен пътя за бягство на хванатите в капан германски части. След затварянето на обкръжението дивизия „Дас Райх“ се изтегля към Линия „Зигфрид“. По време на отстъплението Баркман участва в много ариергардни действия, при които унищожава много американски машини.

#### Арденска офанзива (1944)
Баркман продължава успешната си кариера. Повишен е до ранк обершарфюрер, който запазва до края на войната. Той участва в Арденската офанзива през декември 1944 г. На 25 декември е тежко ранен. По време на офанзивата Пантерата на Баркман попада на група американски танкове от 2-ра бронетанкова дивизия. Въпреки че е превъзхождан по брой той успява да унищожи няколко танка Шърман. Един от тях се забива в неговия танк. Двата танка засядат, а двигателя на Пантерата изгасва. След няколко минути механика успява да рестартира двигателя и Баркман се изтегля с блокирана оръдейна кула. Въпреки повредата той унищожава преследващия го Шърман.

#### В края на войната (1945)
През март 1945 г. Баркман отново води боеве срещу съветските войски близо до Секешфехервар, където унищожава четири Т-34 и докарва общия брой на унищожените противникови танкове от дивизия „Дас Райх“ по време на войната до 3000. Дотогава дивизията е изтощена от непрекъснатите боеве и липсата на танкове, с които да заменят унищожените. Частта на Баркман има само девет боеспособни машини, от които 3 са загубени при сблъсъци с танкове Йосиф Сталин. На останалите 6 Пантери е наредено да се присъединят към остатъците на танковия полк от 1-ва СС танкова дивизия „Лайбщандарт СС Адолф Хитлер“ командвана от Щандартенфюрер Йоахим Пайпер. През април 1945 г. Баркман участва в боевете южно от Виена, Австрия. Там неговата Пантера е уцелена по погрешка от приятелски огън. Баркман и по-голямата част от екипажа са ранени. По-късно танка му засяда в огромен бомбен кратер и е унищожен от екипажа. Ернст Баркман успява да достигне британската зона на действия, където е взет като военнопленник.

### Следвоенни години
След войната Баркман се установява в Кисдорф, Германия, където работи дълго време като пожарникар. Също така той става и кмет на града, където умира на 27 юни 2009 г.

## Военни награди
До пленяването му през 1945 г. Баркман е удостоен със следните награди:
- Германска „Значка за раняване“ сребърна
- Германска „Пехотна щурмова значка“
- Германска „Танкова значка“
- Германски орден „Железен кръст“ – II и I степен
- Рицарски кръст (27 август 1944)